# Galna kiselina
Galna kiselina (3,4,5-trihidroksibenzojeva kiselina) je trihidroksibenzojeva kiselina. Ona je tip fenolne kiseline. Prisutna je u mnogim biljaka. Njena hemijska formula je . Galna kiselina se nalazi u prirodi u slobodnom obliku i kao deo hidrolizabilnih tanina. Soli i estri galne kiseline se nazivaju galati.
Galna kiselina se često koristi u farmaceutskoj industriji. Ona se koristi kao standard za određivanje fenolnog sadržaja u raznim materijama putem Folin-Ciocalteau testa, čiji rezultati se navode u ekvivalentima galne kiseline. Galna kiselina se takođe koristi kao polazni materijal u sintezi psihodeličnog alkaloida meskalina.
Galna kiselina ima antifungalna i antiviralna svojstva. Ona deluje kao antioksidans i pomaže u zaštiti ljudskih ćelija protiv oksidativnih oštećenja. Utvrđeno je da galna kiselina manifestuje citotoksičnost protiv ćelija kancera, bez oštećivanja zdravih ćelija. Galna kiselina se koristi kao pomoćno sredstovo u slučajevima unutrašnjeg krvarenja. Ona se takođe koristi za tretman albuminurije i dijabetesa. Pojedine masti za tretman psorijaze i spoljašnjeg krvarenja sadrže galnu kiselinu.